# St. Elmo

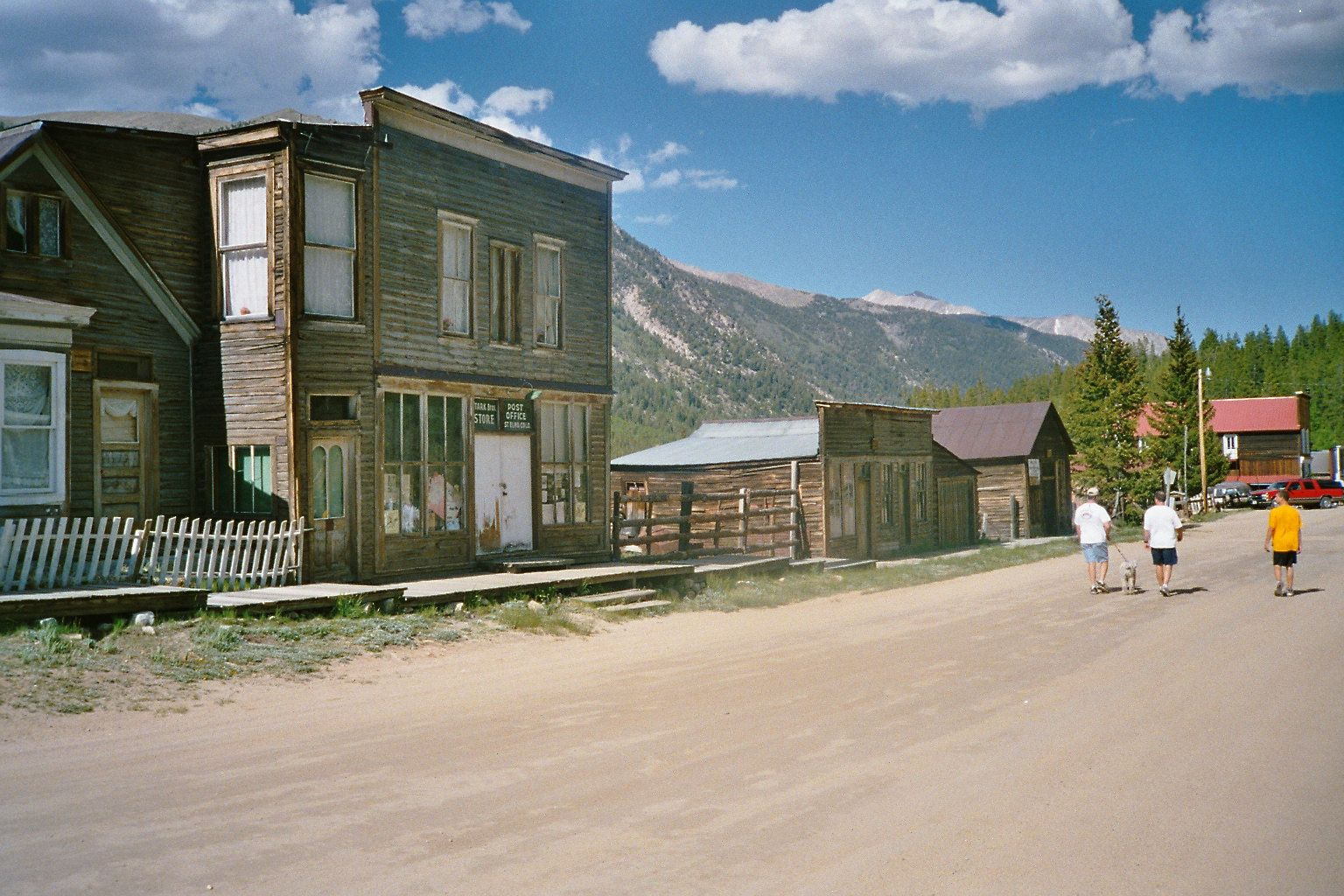

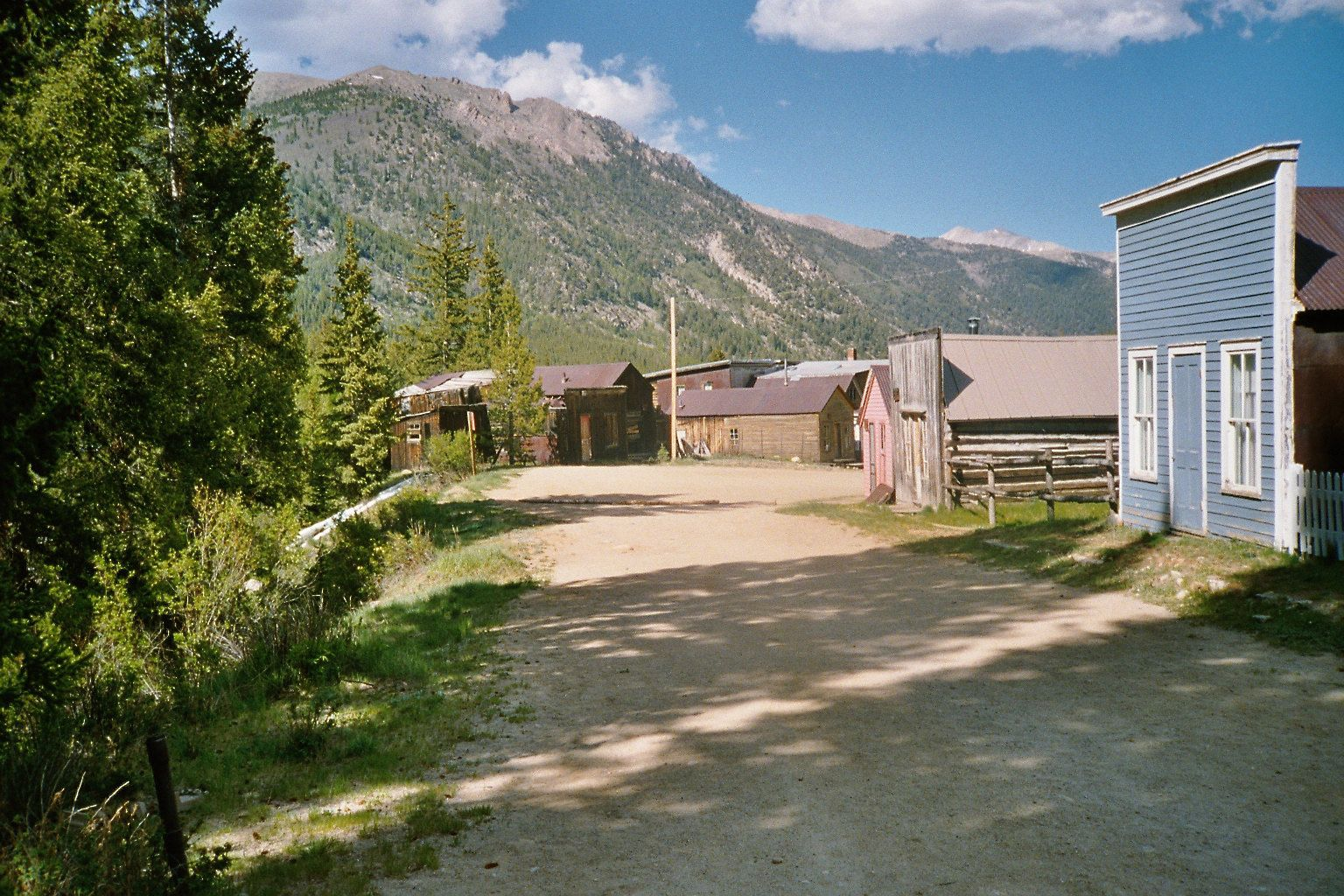

St. Elmo es un despoblado localizado en el condado de Chaffee, Colorado, Estados Unidos. El lugar es considerado un "distrito histórico" de este país. 

## Historia
La localidad fue erigida en 1878, pero el sitio progresaría dos años más tarde debido al hallazgo de minas de plata en la región. En su momento de auge alcanzó una población de 2.000 habitantes, dando paso al florecimiento de saloons, salas de baile y otros lugares de esparcimiento. Por otro lado, se llegaron a contar hasta 150 minas en los alrededores. En el año 1881 se construyó una estación de trenes. Para esa época hizo presencia Anton Stark quien, junto a su esposa, llegaron a administrar una tienda y un hotel. Juntos procrearon tres hijos.
La familia Stark alcanzó cierto estatus en St. Elmo. Además, se distinguían por la rigidez con que los hijos del matrimonio eran educados en medio del desorden del lugar. En 1890 se desató un incendio en la aldea que destruyó la sección comercial; a partir de este incidente St. Elmo nunca fue reconstruida. Los descendientes de la familia Stark fueron los únicos habitantes habituales. El declive definitivo comenzó en 1910 después del cierre de las minas. En el año de 1930 la población del lugar era de siete personas, y hacia 1934 los únicos residentes eran los hermanos Annabelle y Tony Stark quienes vivían en condiciones lamentables. Al cerrar la oficina postal, en 1952, la localidad dejó de existir oficialmente.
St. Elmo es de los despoblados mejor conservados del país. En 2002 los propietarios del ayuntamiento y la escuela decidieron poner las estructuras bajo administración del Buena Vista Heritage Museum. Existen 24 edificios bien conservados.